# François Hadżdż
François al-Hadżdż, arab. الجنرال فرنسوا الحاج (ur. 28 lipca 1953 w Rumajsz, zm. 12 grudnia 2007 w Babdzie) – libański generał, szef operacji wojskowych Libańskich Sił Zbrojnych. Był jednym z dowódców kierujących walkami z Fatah al-Islam w obozie Nahr al-Barid.
Po wyborze Michela Sulaimana na prezydenta Libanu wymieniano go jako głównego kandydata na nowego szefa sztabu libańskiej armii. Zginął w zamachu bombowym. O zabójstwo generała obwinia się przede wszystkim terrorystów islamskich z Fatah al-Islam.